# Ophir Award/Beste Regie
Ophir Award: Beste Regie
Gewinner des israelischen Filmpreises Ophir in der Kategorie Beste Regie (הבמאי הטוב ביותר). Die Israelische Filmakademie (האקדמיה הישראלית לקולנוע וטלוויזיה) vergab den Preis erstmals 1982 und vergibt ihn, vier Monate vor der Verkündung der Oscar-Nominierungen, seit 1990 alljährlich als Auszeichnung für den besten Regisseur einer israelischen Filmproduktion.

## Preisträger 1982–1996
| Jahr       | Preisträger              | Filmtitel                      | Deutscher Verleihtitel                  |
| ---------- | ------------------------ | ------------------------------ | --------------------------------------- |
| 1982       | Shimon Dotan             | Tzlila Chozeret                | nicht bekannt                           |
| 1983– 1989 | Preis nicht vergeben     | Preis nicht vergeben           | Preis nicht vergeben                    |
| 1990       | Savi Gavison             | Shuroo                         | nicht bekannt                           |
| 1991       | Jacob Goldwasser         | Me'ever Layam                  | nicht bekannt                           |
| 1992       | Assi Dajan               | Ha-Chayim Al-Pi Agfa           | Life According to Agfa – Nachtaufnahmen |
| 1993       | Enrique Rottenberg       | Nikmato Shel Itzik Finkelstein | nicht bekannt                           |
| 1994       | Shmuel Hasfari           | Sh'Chur                        | nicht bekannt                           |
| 1995       | Savi Gavison             | Hole Ahava B'Shikun Gimel      | nicht bekannt                           |
| 1996       | Ari Folman und Ori Sivan | Clara haKedoscha               | Saint Clara                             |

## Preisträger und Nominierungen (ab 1997)

### 1997–1999
1997 
Julie Shles – Afula Express
Yossi Somer – Ha-Dybbuk B'sde Hatapuchim Hakdoshim
Assi Dajan – Mar Baum
Nadav Levitan – Ein Shemot Al Hadlatot
Ali Nasser – Die Milchstraße (Shvil Hahalav)
 1998 
Shemi Zarhin – Dangerous Acts
Jonathan Sagall – Kesher Ir
Amos Gitai – Tag für Tag (Yom Yom)
Michal Bat-Adam – Ahava Mimabat Sheni
 1999
Arik Kaplun – Yanas Freunde (Ha-Chaverim Shel Yana)
Eran Riklis – Tzomet volkan
Amos Gitai – Kadosh
Gideon Kolirin – Tzur Hadassim

### 2000–2009
2000
Benny Toraty – Kikar Ha-Halomot
Marek Rozenbaum – Haboleshet Hokeret
Amos Gitai – Am Tag von Kippur (Kippur)
Oded Davidoff – Mars Turkey
 2001
Dover Koshashvili – Hochzeit wider Willen (Hatuna Meuheret)
Ari Folman – Made in Israel
Eli Cohen – Ish HaHashmal
Tzahi Grad – Girafot
 2002
Nir Bergman – Broken Wings (Knafayim Shvurot)
Ori Inbar – Beitar Provence
Ilan Heitner – Hochmat HaBeygale
Ali Nasser – In the 9th Month
Yossi Madmoni und David Ofek – The Barbecue People (Ha-Mangalistim)
 2003
Savi Gavison – Ha-Asonot Shel Nina
Shemi Zarhin – Ha-Kochavim Shel Shlomi
Ra’anan Alexandrowicz – Massa'ot James Be'eretz Hakodesh
Dover Koshashvili – Matana MiShamayim
Shahar Segal – Tza'ad Katan
 2004
Joseph Cedar – Medurat Hashevet
Tawfik Abu Wael – Atash
Eran Riklis – Die syrische Braut (Ha-Kala Ha-Surit)
Keren Yedaya – Eine Tochter (Or)
Eytan Fox – Übers Wasser wandeln (Walk on Water)
Joseph Pitchhadze – Shnat Effes – Die Geschichte vom bösen Wolf (Shnat Effes)
 2005
Daniel Syrkin – Lemarit Ain
Eyal Halfon – Willkommen in Israel (Eize Makom Nifla)
Haim Bouzaglo – Janem Janem
Vardit Bilu und Dalia Hager – Patrouille in Jerusalem (Karov La Bayit)
Julie Shles – Muchrachim Lehiyot Same'ach
 2006
Shemi Zarhin – Aviva Ahuvati
Oded Davidoff – Mishehu Larutz Ito
Yuval Shafferman – Things Behind the Sun
Dina Zvi-Riklis – Shalosh Ima'ot
Dror Shaul – Sweet Mud – Im Himmel gefangen (Adama Meshuga'at)
Dan Wolman – Tied Hands (Yadaim Kshurot)
 2007
Eran Kolirin  – Die Band von nebenan (Bikur Ha-Tizmoret)
Joseph Cedar – Beaufort
Tzahi Grad – Tnu'a Meguna
Shira Geffen und Etgar Keret – Jellyfish – Vom Meer getragen (Jellyfish; Meduzot)
Ayelet Menahemi – Noodle
 2008
Ari Folman – Waltz with Bashir (Vals Im Bashir)
Marco Carmel – Comme ton père
Eran Riklis – Lemon Tree (Etz Limon)
Reshef Levy – Lost Islands (Iim avudim)
Ronit Elkabetz und Shlomi Elkabetz – Shiva
 2009
Scandar Copti und Yaron Shani – Ajami
Sharon Maymon und Erez Tadmor – Sumo – Eine Frage der Größe (A Matter of Size)
Renen Schorr – HaBodedim
Ron Ninio – Haiu Leilot
Samuel Maoz – Lebanon

### 2010–2019
2010
Eran Riklis – Die Reise des Personalmanagers (The Human Resources Manager)
Doron Tsabari – HaMadrich LaMahapecha
Dover Koshashvili – Hitganvut Yehidim
Nir Bergman – Hadikduk HaPnimi
Moshe Ivgy – ...Be yom hashlishi
 2011
Joseph Cedar – Hearat Shulayim
Yossi Madmoni – Boker tov adon Fidelman
Nadav Lapid – Policeman (Ha-shoter)
Maya Kenig – Orhim le-rega
Marco Carmel – My Lovely Sister
 2012
Rama Burshtein – An ihrer Stelle (Lemale et ha'ḥalal)
Meni Yaish – Ha-Mashgihim
Yariv Horowitz – Rock Ba-Casba
Eran Kolirin – The Exchange (Hahithalfut)
Shemi Zarhin – Haolam Mats'hik
 2013
Yuval Adler – Bethlehem – Wenn der Feind dein bester Freund ist (Bethlehem)
Joseph Pitchhadze – Sukaryot
Tom Shoval – Youth
Johnathan Gurfinkel – Shesh Peamim
Aharon Keshales und Navot Papushado – Big Bad Wolves
 2014
Talya Lavie – Null Motivation – Willkommen in der Armee! (Efes beyahasei enosh)
Nir Bergman – Yona
Asaf Korman – Next to Her
Tal Granit und Sharon Maymon – Am Ende ein Fest (Mita Tova)
Ronit Elkabetz und Shlomi Elkabetz – Get – Der Prozess der Viviane Amsalem (Get — Ha'mishpat shel Vivian Amsalem)
 2015
Erez Tadmor – Wounded Land (Eretz Ptzua)
Nitzan Giladi – Hatuna MeNiyar
Yuval Delshad – Baba Joon
Amir Wolf – Tziporey Hol
Shemi Zarhin – Ha'milim ha'tovot
 2016
Elite Zexer – Sufat Chol
Eran Kolirin – Me'Ever Laharim Vehagvaot
Rama Burshtein – Eine, die sich traut (Laavor et hakir)
Asaph Polonsky – Ein Tag wie kein anderer (Shavua ve Yom)
Meni Yaish – The Bouncer (Avinu)
 2017
Samuel Maoz – Foxtrot – Der Tanz des Schicksals (Foxtrot)
Matan Yair – Scaffolding
Savi Gavison – Ga'agua
Eliran Elya – Mutalim Besafek
Maysaloun Hamoud – Bar Bahar
 2018
Ofir Raul Graizer – The Cakemaker (ha'ofeh miberlin)
Jacob Goldwasser – Laces
Marco Carmel – Pere Atzil – Noble Savage
Tal Granit und Sharon Maymon – Flawless
Yaron Shani – Love Trilogy: Stripped
 2019
Yaron Shani – Love Trilogy: Chained
Eliran Malka – The Unorthodox
Erez Tadmor – Neffilot
Gur Bentwitz – Peaches and Cream
Nadav Lapid – Synonymes

### 2020–
2020
Nir Bergman – Here We Are
Assaf Abiri und Matan Guggenheim – Sheifa lehaim
Oren Gerner – Africa
Ram Loevy – The Dead of Jaffa (Hametim shel yafo)
Ruthy Pribar – Asia